# 天姚星
天姚星
是紫微斗數中的桃花星，又稱太陰之星、招搖星，屬癸水(陰水)，主風流，卯酉戌亥為廟地。丑未為陷地。子辰申寅午巳為平和地。
若有天姚入命，會有相當深度及修養、有機謀、談吐好、虛榮、貪戀花酒。若遇惡煞，易因女性破財或因桃色糾紛而有訴訟。天姚之人、好唱、酒、一生多飄蕩。破軍、太陰、紅鸞、天姚等星，都主飄蕩。

## 民間故事
據《封神演義》，原是默默無名的市井大漢董忠，居於殷商朝歌城外，某天，看見招賢榜文，得知紂王在招賢納士，決心報效國家，並獲封「威武上將軍」；然而，周軍不久便攻來城下，董忠被姜文煥的走馬刀給劈死。
姜子牙封神之際，認為其報國之心，出自於善意，將其封為天姚星，名列於封神榜中。

## 姚喜同度
若天喜與天姚同度，主風流，如遇感情邂逅時，則主婚姻，可糾正天姚星之桃花偏邪度，而能順利成婚。但如於婚後大限遇天姚同度，且宮內之星曜受四化星挹注能量時，則激發當事者的桃花，而難防有婚外情或外遇發生。

## 入十二宮
天姚星入守的宮位不同，影響也會不同，有「命、兄弟、夫妻、子女、財帛、疾厄、遷移、僕役、官祿、田宅、福德、父母」等十二宮。

### 命宮
有幽默感、聰明、伶俐、喜交際、人緣佳、易受異性青睞。

### 兄弟宮
姊妹多、兄弟少、各奔東西。若逢貪狼、巨門同宮，主有異性之兄弟。

### 夫妻宮
主配偶有人緣、早熟、風情萬種、多有艷遇；單守較好，惟配偶某一時期會有外遇之現象。

### 子女宮
子女俊秀美麗。若再逢水性之星，則生女孩較多。

### 財帛宮
主喜歡花錢。若財帛宮不吉時，會因賭博或異性糾紛而破財。

### 疾厄宮
主性方面之疾病、精神類疾病、腎虧、陽萎、經水不調、皮膚病。

### 遷移宮
喜歡在外與人談天說地，且主外出遇異性貴人提拔。

### 僕役宮
會和部下或其所雇用之人，發生愛情。

### 官祿宮
主做事較無定性、常變換工作或調動職務。以藝術生涯為職業較多。如果職業需要接觸人群，政治或是演藝人員，反而是必須的。

### 田宅宮
主喜歡別人到家裡來聊天。男女不宜入之，男不能得祖蔭，女會有性方面之疾病。

### 福德宮
主多幻想、一生忙碌、異性緣好、善交際、注重服飾及外表打扮、好色、身心忙亂。

### 父母宮
主父親或母親之一方，有二次婚姻的可能性，若再有桃花星同宮，則更靈驗。

## 加會星曜
天姚加會不同星曜，所帶來的影響各有不同。
- 加會左輔、右弼，有管理能力，有魅力。
- 加會文昌、文曲，感情豐富，有才藝，有情趣。
- 加會天魁、天鉞星，機運多。
- 加會祿、權，科，得財，有管理能力，受人肯定。
- 加會火星或鈴星錢財不聚，感情多波折。
- 加會擎羊、陀羅，穩定性弱，感情多波折。
- 加會火星、鈴星、擎羊、陀羅、地空、地劫感情多波折。

## 桃花四星
在紫微斗數中，有四顆桃花星，其影響分為2類，正桃花與邪桃花。

- 紅鸞星： 正桃花， 戀愛結婚星。
- 天喜星： 正桃花， 懷孕生子星。
- 咸池星： 邪桃花， 性邪淫，桃花煞。
- 天姚星： 邪桃花， 重婚星。

## 延伸閱讀
- 桃花
- 破軍
- 太陰
- 左輔
- 文昌
- 文曲
- 紅鸞星
- 天喜星
- 咸池星
- 紫微斗數

## 外部連結
- 紫微斗數 （页面存档备份，存于）